# Lepilemur ruficaudatus
Il lepilemure dalla coda rossa (Lepilemur ruficaudatus A. Grandidier, 1867) è una specie di lemure endemica del Madagascar.

## Descrizione

### Dimensioni
Misura fino a 54 cm di lunghezza, di cui fino a 28 spettano alla coda, per un peso di 0,8/0,9 kg.

### Aspetto
Il pelo della zona dorsale p grigiastro, con sfumature color ruggine su braccia anteriori e posteriori, spalle e sommità del cranio. La coda è anch'essa rossa (da qui il nome della specie), mentre la zona ventrale è bianca: la bocca e gli occhi gialli sono cerchiati di nero.
Le orecchie sono grandi, a losanga ed attaccate lateralmente rispetto al cranio.

## Biologia

### Comportamento
Si tratta di animali notturni, arboricoli e solitari, anche se li si può trovare in coppie qualora il territorio del maschio (fino a 10000 m2) si sovrapponga completamente a quello della femmina, più piccolo.
Questi animali pattugliano il proprio territorio più blandamente rispetto alle altre specie di lepilemuri, percorrendo al 1 km per notte: tuttavia, sono pronti a difenderlo gelosamente da eventuali intrusi, seppure spesso i vari territori si sovrappongono fra loro nelle aree periferiche.

### Alimentazione
Si tratta di animali essenzialmente erbivori, in particolare si nutrono di foglie, pur non disdegnando sporadicamente frutti o fiori. Essendo le foglie coriacee e ricche di cellulosa, difficile da demolire e convertire in zuccheri assimilabili, la specie (come tutti i congeneri) è ciecotrofa, ossia ridigerisce le proprie feci per ricavarne il massimo nutrimento possibile: a tal scopo ha un cieco assai sviluppato e voluminoso.

### Riproduzione
La gestazione dura circa 4 mesi e mezzo, al termine dei quali nasce un unico cucciolo che resta con la madre fino a un anno circa d'età, attaccandosi al ventre e staccandosene solo quando la femmina deve nutrirsi: in questo caso, il piccolo viene temporaneamente lasciato su un ramo nelle vicinanze.
Come molti lemuri, questi animali sincronizzano le gestazioni così che tutti i cuccioli della specie nascano nell'arco di due settimane: i piccoli diventano sessualmente maturi a 18 mesi d'età, ma non si accoppiano in genere prima dei 2 anni.

## Distribuzione e habitat
La specie è diffusa nella zona centro-occidentale dell'isola, grossomodo nell'area compresa fra i fiumi Tsiribihina e Morondava, dove preferisce le zone di foresta decidua secca.